# Амфиполи (дем)
 Тази статия е за административната единица.  За античния град, на който е кръстена, вижте Амфиполис.  За съвременното селище вижте Еникьой (дем Амфиполи).
Амфиполи (на гръцки: Δήμος Αμφίπολης, Димос Амфиполис) е дем в област Централна Македония на Република Гърция. Център на дема е село Радолиово (Родоливос).

## Селища
Дем Амфиполи е създаден на 1 януари 2011 година след обединение на четири стари административни единици – демите Амфиполи, Кормища (Кормиста), Кюпкьой (Проти) и Радолиово (Родоливос) по закона Каликратис.

### Демова единица Амфиполи
Според преброяването от 2001 година дем Амфиполи има население от 3623 души. В дема влизат следните демови секции и населени места:
- Демова секция Провища

- село Провища (на гръцки Παλαιοκώμη, Палеокоми)
- село Неа Фили (Νέα Φυλή)

- Демова секция Еникьой

- село Еникьой (Αμφίπολη, Амфиполи)
- село Неа Амфиполи (Νέα Αμφίπολη)

- Демова секция Локвица

- село Локвица (Μεσολακκιά, Месолакия)
- село Нова Локвица (Νέα Μεσολακκιά, Неа Месолакия)

- Демова секция Крушево

- село Ново Крушево (Νέα Κερδύλια, Неа Кердилия)
- село Акти Неон Кердилион (Ακτή Νέων Κερδυλίων)
- село Лимани (Λιμάνι)
- село Лонгари (Λογκάρι)
- село Сикия (Συκιά)

### Демова единица Кормища
Според преброяването от 2001 година дем Кормища (Δήμος Κορμίστας) с център в Неа Бафра има население от 3034 души. В дема влизат следните демови секции и населени места в историко-географската област Зъхна в Източна Македония:
- Демова секция Неа Бафра

- село Неа Бафра (Νέα Μπάφρα)

- Демова секция Баница

- село Баница (или Банища, Συμβολή, Символи)
- село Горна Баница (Άνω Συμβολή, Ано Символи)

- Демова секция Кормища

- село Кормища (Κορμίστα)
- манастир „Света Богородица Икосифиниса“ (Μονή Εικοσιφοινίσσης)

- Демова секция Череплян

- село Череплян (или Череплен, Ηλιοκώμη, Илиокоми)

### Демова единица Кюпкьой
Според преброяването от 2001 година дем Кюпкьой (Δήμος Πρώτης) с център в Кюпкьой има население от 2999 души. В дема влизат следните три села в Зъхна:
- Демова секция Кюпкьой

- село Кюпкьой (Πρώτη, Проти)

- Демова секция Ангиста

- село Ангиста (Αγγίστα)

- Демова секция Витачища

- село Витачища (Κρηνίδα, Кринида)

### Демова единица Радолиово
Според преброяването от 2001 година дем Радолиово (Δήμος Ροδολίβους) с център в Радолиово има население от 3283 души. В дема влизат следните три села в Зъхна:
- Демова секция Радолиово

- село Радолиово (или Радулево, Ροδολίβος, Родоливос)

- Демова секция Вълчища

- село Вълчища (или Волчища, Δόμιρος, Домирос)

- Демова секция Семалто

- село Семалто (или Семалтос, Шемалтос, Μικρό Σούλι, Микро Сули)